# Black Sabbath (álbum)
Black Sabbath es el primer álbum de estudio debut homónimo de la banda de heavy metal Black Sabbath, lanzado al mercado el 13 de febrero de 1970 a través de Warner Bros Records. Se considera el primer álbum en la historia del metal y punto de partida para la creación de dicho género musical. Llegó a los top ten británicos, donde permaneció tres meses.
Pese a que fue grabado en solo un día, y con un presupuesto de apenas 600 libras, sumado a las fuertes críticas por su enfoque, que fue calificado como "satanista", logró llegar a la 8.ª posición del chart británico, gozando de bastante popularidad entre el público más joven.
En el 2020 el álbum fue ubicado en el puesto 355 de los 500 mejores álbumes de todos los tiempos, de la revista estadounidense Rolling Stone.

## Contexto

### Antecedentes
Black Sabbath nació en Birmingham, en 1968. Sus integrantes estaban en una banda de seis miembros llamada Polka Tulk Blues Band. Luego del despido de dos de sus miembros, los cuatro miembros restantes rebautizaron el grupo como Earth. Así, en 1968 la banda Earth estaba conformada por Ozzy Osbourne, Tony Iommi, Bill Ward y Geezer Butler.
Iommi, el guitarrista principal de Earth, trabajó con Jethro Tull, y de su estancia en la banda aprendió aspectos importantes de sus rutinas. De hecho, fue Iommi el que sugirió a sus compañeros "tomar las cosas en serio" y decidieron grabar en la mañana, al estilo Jethro Tull.

### Grabación
Earth inició a grabar su primer disco en 1968. 
Tomaron la costumbre de iniciar sus sesiones a las 9 de la mañana. En palabras del propio Iommyː

Intentar sacar a Geezer de la cama a esa hora de la mañana fue muy duro, pero lo hicimos y ensayamos, y realmente trabajamos en eso porque sentíamos que teníamos algo para trabajar
Tony Iommi

### Lanzamiento y promoción
Previamente, en enero de 1969 la banda lanzó su primer sencilloː Evil Woman, bajo el sello Fontana, filial de Philips.
Curiosamente, y para acrecentar la "leyenda maldita" de la banda, Black Sabbath salió al mercado el viernes 13 de febrero de 1969. El viernes 13, como se sabe, es una fecha llena de simbolismo y connotaciones oscuras.

### Recepción
En su momento, el álbum no recibió atención de la crítica Sin embargo, se posicionó con los días. Estuvo mucho tiempo en las listas de Estados Unidos, donde recibió certificación platino, y en el Reino Unido, donde recibió de oro.
Se dice que fueron invitados por una secta satánica, que se reunía en Stonehenge para tocar en uno de sus ritos. Ante la negativa de la banda, supuestamente uno de los satanistas, Alex Sanders "King of Wizards" los maldijo. Fruto de esa "maldición" y como medida de protección, el padre de Ozzy les fabricó cruces de plata a cada uno de los miembros de la banda, y debían llevarlas a todas partes, colgadas al cuello.

## Contenido

### Canciones
Este primer trabajo de la banda nos da la bienvenida con el ambiente tormentoso y las campanadas fúnebres del tema "Black Sabbath", uno de los clásicos de la banda que fundamentó el que fuese conocida como un grupo satánico, pues muchos vieron en la siniestra letra de esta canción una muestra irrefutable del compromiso de los músicos con estas corrientes ocultistas. Curiosamente, Geezer Butler (autor de la letra) declararía que más que una oda al satanismo el tema era una advertencia ante el peligro de este tipo de prácticas, habiendo sido por tanto totalmente malinterpretado.
La siguiente canción es "The Wizard". Las letras fueron inspiradas en Gandalf, el mago de "El Señor de los Anillos" de J. R. R. Tolkien y musicalmente destaca la armónica de Ozzy Osbourne. 
Le sigue "Behind the Wall of Sleep", que fue escrita por Butler, literalmente detrás de una pared. Butler afirmó que la letra le vino en un sueño luego de leer el cuento homónimo de H.P. Lovecraft, y que mientras dormía soñó con la letra y el riff de guitarra que compuso después.
La siguiente canción es "N.I.B.". La letra nos habla en este caso de las tentaciones demoníacas, aunque también podría interpretarse como una canción de amor. Es de destacar el solo de bajo que introduce a la canción.
La siguiente pieza, titulada "Evil Woman", es una versión de Crow. Le siguen "Sleeping Village" y "Warning", este último es una versión de The Aynsley Dunbar Retaliation.

### Portada

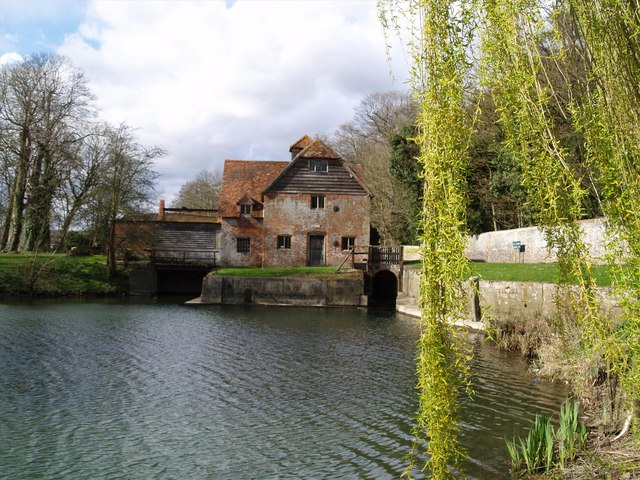
El Molino de Mapledurham, South Oxfordshire, fue usado en la portada

La misteriosa mujer que aparece en la portada del disco, según miembros de la banda, apareció misteriosamente en la fotografía tomada al molino que aparece de fondo. La mujer en cuestión estaba vestida de negro y sostiene un gato del mismo color.
Según informó el reputado periodista británico Pete Sarfas, la mujer en la portada era un modelo, contradiciendo así la versión más popular de que se trataba de una bruja misteriosa. Según Sarfas, la chica de nombre Louise falleció en un accidente automovilístico en ese mismo año. Se ha reportado que la portada causó pesadillas a jóvenes de la época, como James Hetfield.
En el desprendible interno del álbum se encontraba la fotografía de una cruz invertida, el poema "Still falls the rain", y un collage con imágenes chocantes, como árboles oscuros, conejos muertos y estatuas acéfalas (decapitadas).
Según informó Osbourne, la banda no participó en la creación de la carátulaː

“No habíamos participado en absoluto en el diseño del disco, con lo que la cruz invertida –un símbolo satánico como descubriríamos más tarde– no tenía nada que ver con nosotros. Pero esas historias que circulan según las cuales no estábamos contentos son mentira. Por lo que yo recuerdo, todos alucinamos enseguida con la portada.”
Ozzy Osbourne

El encargado de la portada, Marcus Keef, el mismo que tomó la foto, logró darle ese aspecto espeluzante a la carátula, sobreponiendo la foto con su respectivo negativo.

## Legado
El álbum fue posicionado por la revista Rolling Stone en el puesto 243° en su lista de los 500 Mejores Discos de la Historia.

## Lista de canciones
Todas las canciones escritas y compuestas por Tony Iommi, Geezer Butler, Bill Ward y Ozzy Osbourne, excepto donde está indicado. 
| Cara 1 |                            |          |  |
| N.º    | Título                     | Duración |  |
| 1.     | «Black Sabbath»            | 6:22     |  |
| 2.     | «The Wizard»               | 4:25     |  |
| 3.     | «Behind The Wall of Sleep» | 3:37     |  |
| 4.     | «N.I.B.»                   | 6:07     |  |
| 20:31  |                            |          |  |

| Cara 2 |                                                                           |          |  |
| N.º    | Título                                                                    | Duración |  |
| 1.     | «Evil Woman» (Dave Wagner, Dick Wiegand, Larry Wiegand)                   | 3:27     |  |
| 2.     | «Sleeping Village»                                                        | 3:46     |  |
| 3.     | «Warning» (Alex Dmochowski, Aynsley Dunbar, Simon Hickling, Jon Morshead) | 10:33    |  |
| 17:46  |                                                                           |          |  |

| 1996 CD reissue bonus track |                |          |  |
| N.º                         | Título         | Duración |  |
| 8.                          | «Wicked World» | 4:47     |  |

| 2009 Deluxe Edition de la versión Europea, Disco dos |                                                 |          |  |
| N.º                                                  | Título                                          | Duración |  |
| 1.                                                   | «Wicked World» (lado-B, TF1067)                 | 4:44     |  |
| 2.                                                   | «Black Sabbath» (outtake de estudio)            | 6:22     |  |
| 3.                                                   | «Black Sabbath» (instrumental)                  | 6:13     |  |
| 4.                                                   | «The Wizard» (outtake de estudio)               | 4:46     |  |
| 5.                                                   | «Behind the Wall of Sleep» (outtake de estudio) | 3:41     |  |
| 6.                                                   | «N.I.B.» (instrumental)                         | 6:08     |  |
| 7.                                                   | «Evil Woman» (versión alternativa)              | 3:47     |  |
| 8.                                                   | «Sleeping Village» (intro)                      | 3:45     |  |
| 9.                                                   | «Warning» (part 1)                              | 6:58     |  |

- La duración de los temas depende de las diferentes remasterizaciones del álbum, por ejemplo originalmente N.I.B. y Behind The Wall Of Sleep aparecían como un tema solo. Lo mismo pasó con Sleeping Village y Warning.

- La edición estadounidense de este LP no incluyó "Evil Woman", que había sido lanzado como primer sencillo y adelanto del disco. En 2004 se remasterizó este álbum y se agregó esta canción.

- Wicked World se incluyó en la reedición de 1996; fue el primer sencillo editado por la banda y previamente a la grabación del disco, por lo que originariamente no formaba parte de este.

## Integrantes
- Tony Iommi - Guitarra
- Ozzy Osbourne - Voz y armónica en "The Wizard"
- Geezer Butler - Bajo
- Bill Ward - Batería